# Christian Thein
Christian Thein (* 1. Juli 1980 in Lahnstein) ist ein deutscher Philosoph.

## Leben
Abitur am Kurfürst-Balduin-Gymnasium Münstermaifeld im Juni 2000. Von 2001 bis 2007 studierte er für das Lehramt die Fächer Philosophie, Sozialwissenschaften, Geschichte, Erziehungswissenschaft (2007 erstes Staatsexamen für die Lehrämter Sek.II/I Gymnasien/Gesamtschulen). Zwischen 2007 und 2013 hat er neben Lehraufträgen an der Universität Münster und der TU Dortmund an drei Gymnasien unterrichtet und das Referendariat für die Schulfächer Philosophie und Sozialwissenschaften erfolgreich absolviert. Nach der Promotion 2013 zum Dr. phil. am Philosophischen Seminar der Universität Münster mit einer Arbeit über die Idealismusrezeption bei Adorno, Habermas und Brandom war er von 2013 bis 2018 Juniorprofessor für Fachdidaktik Philosophie am Philosophischen Seminar der Johannes Gutenberg-Universität Mainz (2016 positive Zwischenevaluation der Junior-Professur). Seit 2018 ist er Professor für Philosophie mit den Schwerpunkten Fachdidaktik sowie Sozial- und Bildungsphilosophie am Philosophischen Seminar der Universität Münster. In 2021 hat er einen Ruf auf eine W3-Professur für Philosophie und ihre Didaktik an die CAU Kiel abgelehnt und ein Bleibeangebot der Universität Münster angenommen.
Seine Forschungsschwerpunkte liegen systematisch in der Sozialphilosophie (insbesondere Kritische Theorie), der Handlungs- und Gesellschaftstheorie, der Philosophie der Bildung, der Politischen Theorie sowie Fragen der Demokratiebildung und der Philosophiedidaktik. Ebenso hat er philosophische Beiträge zur Antisemitismusforschung vorgelegt. Historisch liegen seine Interessenschwerpunkte in der Philosophie der Neuzeit und Moderne sowie der Methodologie der Philosophiegeschichtsschreibung.

## Schriften (Auswahl)
- Subjekt und Synthesis – Eine kritische Studie zum Idealismus und seiner Rezeption bei Adorno, Habermas und Brandom. Würzburg 2013, ISBN 978-3-8260-5224-8.
- Verstehen und Urteilen im Philosophieunterricht. Opladen 2020, ISBN 978-3-8474-2340-9.
- Habermas und die Genealogie nachmetaphysischen Denkens. Felix Meiner Verlag, Hamburg 2024, ISBN 978-3-7873-4542-7.
- Konstellationen und Transformationen: Zwischen alter und neuer Kritischer Theorie. Verlag Beltz-Juventa, Weinheim 2025, ISBN 978-3-7799-9013-0.